# Dennis Widgren
Dennis Widgren (* 28. März 1994) ist ein schwedischer Fußballspieler. Der Abwehrspieler gewann 2017 mit Östersunds FK den schwedischen Landespokal.

## Werdegang
Widgren entstammt der Jugend von IFK Östersund, bereits als Jugendlicher wechselte er 2008 zum Lokalkonkurrenten Östersunds FK. Nachdem er 2011 erste Erfahrung auf internationaler Ebene in zwei Länderspielen für die schwedische U-17-Nationalmannschaft gesammelt hatte, debütierte er im folgenden Jahr für die seinerzeit in der drittklassigen Division 1 antretenden Wettkampfmannschaft im Erwachsenenbereich. Am Ende der Drittliga-Spielzeit 2012 stieg der Defensivspieler mit ihr in die Superettan auf. Trotz höherklassigem Interesse verlängerte er anschließend seinen Vertrag beim Klub. Ab der Zweitliga-Spielzeit 2014 erhielt er unter Trainer Graham Potter in mehr als zwei Dritteln der Saisonspiele Einsatzzeit, im folgenden Jahr war er in 23 Saisonspielen am erstmaligen Aufstieg des Klubs in die Allsvenskan beteiligt. Während sich der Klub in der Meisterschaft im mittleren Tabellenbereich etablierte, verlängerte er im November 2016 den Spielervertrag bis 2018. Im folgenden Jahr zog Widgren mit ÖFK ins Endspiel um den schwedischen Fußballpokal ein. Durch einen 4:1-Erfolg über IFK Norrköping im Mai 2017 durch Tore von Samuel Mensah, Hosam Aiesh, Alhaji Gero und Saman Ghoddos bei einem Gegentreffer von Linus Wahlqvist gewann er den Titel, dabei stand er als Außenverteidiger über die komplette Spieldauer auf dem Spielfeld. Damit qualifizierte sich der Verein erstmals für den Europapokal, wo die Mannschaft in der UEFA Europa League 2017/18 nach Erfolgen über Galatasaray Istanbul, CS Fola Esch und PAOK Thessaloniki die Gruppenphase erreichte.

## Erfolge
Östersunds FK
- Schwedischer Pokalsieger: 2017

Hammarby IF
- Schwedischer Pokalsieger: 2021